# Ercé-près-Liffré
Ercé-près-Liffré (bret. Herzieg-Liverieg) – miejscowość i gmina we Francji, w regionie Bretania, w departamencie Ille-et-Vilaine.
Według danych na rok 1990 gminę zamieszkiwały 1122 osoby, a gęstość zaludnienia wynosiła 71 osób/km² (wśród 1269 gmin Bretanii Ercé-près-Liffré plasuje się na 533. miejscu pod względem liczby ludności, natomiast pod względem powierzchni na miejscu 631.).